# Copa de baloncesto de Bulgaria
La Copa de Baloncesto de Bulgaria es un campeonato de baloncesto nacional, organizado anualmente por la Federación de Baloncesto de Bulgaria a partir del año 1951.

## Palmarés
- 1951 - Spartak Sofia
- 1952 - PBC Lukoil Academic
- 1953 - PBC CSKA Sofia
- 1954 - PBC Lukoil Academic
- 1955 - PBC CSKA Sofia
- 1956 - Lokomotiv Sofia
- 1959 - Slavia Sofia
- 1962 - PBC CSKA Sofia
- 1963 - PBC CSKA Sofia
- 1964 - SA Sofia
- 1965 - Čern. Burgas
- 1966 - Lokomotiv Sofia
- 1967 - Spartak Sofia
- 1968 - Spartak Sofia
- 1969 - BC Levski Sofia
- 1970 - Balkan Botevgrad
- 1971 - BC Levski Sofia
- 1972 - BC Levski Sofia
- 1973 - PBC CSKA Sofia
- 1974 - PBC CSKA Sofia
- 1975 - Čern. Burgas
- 1976 - BC Levski Sofia
- 1977 - PBC CSKA Sofia
- 1978 - PBC CSKA Sofia
- 1979 - BC Levski Sofia
- 1980 - PBC CSKA Sofia
- 1981 - PBC CSKA Sofia
- 1982 - BC Levski Sofia
- 1983 - BC Levski Sofia
- 1984 - PBC CSKA Sofia
- 1985 - PBC CSKA Sofia
- 1986 - Balkan Botevgrad
- 1987 - Balkan Botevgrad
- 1988 - Balkan Botevgrad
- 1989 - PBC CSKA Sofia
- 1990 - PBC CSKA Sofia
- 1991 - PBC CSKA Sofia
- 1992 - PBC CSKA Sofia
- 1993 - BC Levski Sofia
- 1994 -  PBC CSKA Sofia
- 1995 - Compact Dimitrovgrad
- 1996 - Spartak Pleven
- 1997 - Slavia Sofia
- 1998 - Cherno More Varna
- 1999 - Cherno More Varna
- 2000 - Cherno More Varna
- 2001 - BC Levski Sofia
- 2002 - PBC Lukoil Academic
- 2003 - PBC Lukoil Academic
- 2004 - PBC Lukoil Academic
- 2005 - PBC CSKA Sofia
- 2006 - PBC Lukoil Academic
- 2007 - PBC Lukoil Academic
- 2008 - PBC Lukoil Academic
- 2009 - BC Levski Sofia
- 2010 - BC Levski Sofia
- 2011 - PBC Lukoil Academic
- 2012 - PBC Lukoil Academic
- 2013 - PBC Lukoil Academic
- 2014 - BC Levski Sofia
- 2015 - BC Cherno More Port Varna
- 2016 - BC Rilski Sportist
- 2017 - BC Beroe
- 2018 - BC Rilski Sportist
- 2019 - BC Levski Sofia
- 2020 - BC Levski Sofia
- 2021 - BC Rilski Sportist
- 2022 - BC Rilski Sportist
- 2023 - BC Levski Sofia
- 2024 - BC Chernomorets

## Palmarés por club
| Club                 | Campeonatos | Año |
| -------------------- | ----------- | --- |
| CSKA Sofia           | 18          | 1953, 1955, 1962, 1963, 1973, 1974, 1977, 1978, 1980, 1981, 1984, 1985, 1989, 1990, 1991, 1992, 1994, 2005 |
| Levski               | 16          | 1969, 1971, 1972, 1976, 1979, 1982, 1983, 1993, 2001, 2009, 2010, 2014, 2019, 2020, 2023                   |
| Lukoil Academic      | 11          | 1952, 1954, 2002, 2003, 2004, 2006, 2007, 2008, 2011, 2012, 2013                                           |
| Rilski Sportist      | 4           | 2016, 2018, 2021, 2022                                                                                     |
| Balkan Botevgrad     | 4           | 1970, 1986, 1987, 1988                                                                                     |
| Cherno More          | 4           | 1998, 1999, 2000, 2015                                                                                     |
| Spartak Sofia        | 3           | 1951, 1967, 1968                                                                                           |
| Chernomorets         | 3           | 1965, 1975, 2024                                                                                           |
| Lokomotiv Sofia      | 2           | 1956, 1966                                                                                                 |
| Slavia Sofia         | 2           | 1959, 1997                                                                                                 |
| NSA                  | 1           | 1964 |
| Kompact Dimitrovgrad | 1           | 1995 |
| Spartak Pleven       | 1           | 1996 |
| Beroe                | 1           | 2017 |